# Institut za informacije o zločinima komunizma
Institut za informacije o zločinima komunizma (švedski: Upplysning om kommunismen, UOK) švedska je neprofitna i nevladina organizacija za ljudska prava koja je osnovana 2008. s navedenim ciljem "širenje bitnih informacija o zločinima komunizma i promicati budnost protiv svih totalitarnih ideologija i protudemokratskih pokreta".
Institut izdaje informativne materijale za medije, istraživanja, izvješća i nastavne materijale. Sudjeluje u javnim raspravama, te organizira filmske projekcije, seminare, tribine, medijskih događanja i izložbe vezane uz tu temu. Surađuje s državnim institucijam, veleposlanstvima, drugim institutima, nevladinim organizacijama u Europi, Sjedinjenim Američkim Državama i Kanadi.

## Vanjske poveznice
- UOK - Upplysning om kommunismen, Službena stranica